# كيغان ميسينغ
كيغان ميسينغ (بالإنجليزية: Keegan Messing)‏ (و. 1992  م) هو متزلج فني من الولايات المتحدة، وكندا، شارك في الألعاب الأولمبية الشتوية 2018.
.

## روابط خارجية
- كيغان ميسينغ على موقع الاتحاد الدولي للتزلج (الإنجليزية)
- كيغان ميسينغ على موقع اللجنة الأولمبية الدولية (الإنجليزية)
- كيغان ميسينغ على موقع أوليمبيديا (الإنجليزية)
- كيغان ميسينغ على موقع اللجنة الأولمبية الكندية (الإنجليزية)